# Torre di San Pancrazio (Cagliari)
La torre di San Pancrazio (in lingua sarda: sa turri de Santu Francau), costruita durante la dominazione pisana (1258-1326), è la torre più alta di Cagliari. L'edificio, uno dei simboli della città (tanto che le torrette nel palazzo civico di via Roma sono state ispirate proprio dalle due torri pisane), si trova nel punto più alto di Castello, a fianco del palazzo delle Seziate, ed è raggiungibile dalla piazza Indipendenza, dal viale Buoncammino tramite la Porta Cristina, e da via Ubaldo Badas tramite la porta di San Pancrazio. La visita al monumento consente di ammirare vasti panorami della città e del circondario.

## Storia

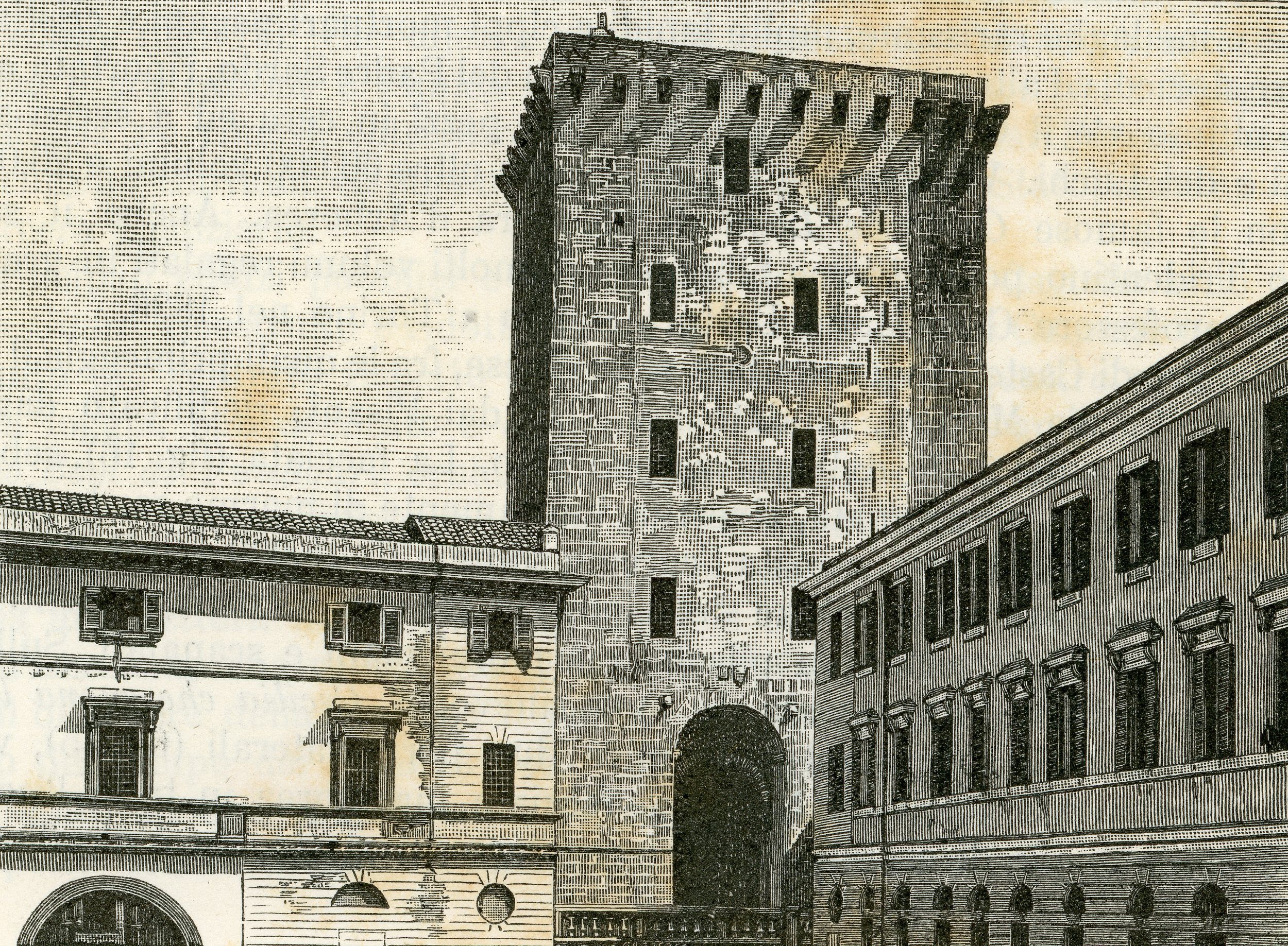
Torre di San Pancrazio, (xilografia di Barberis 1895).

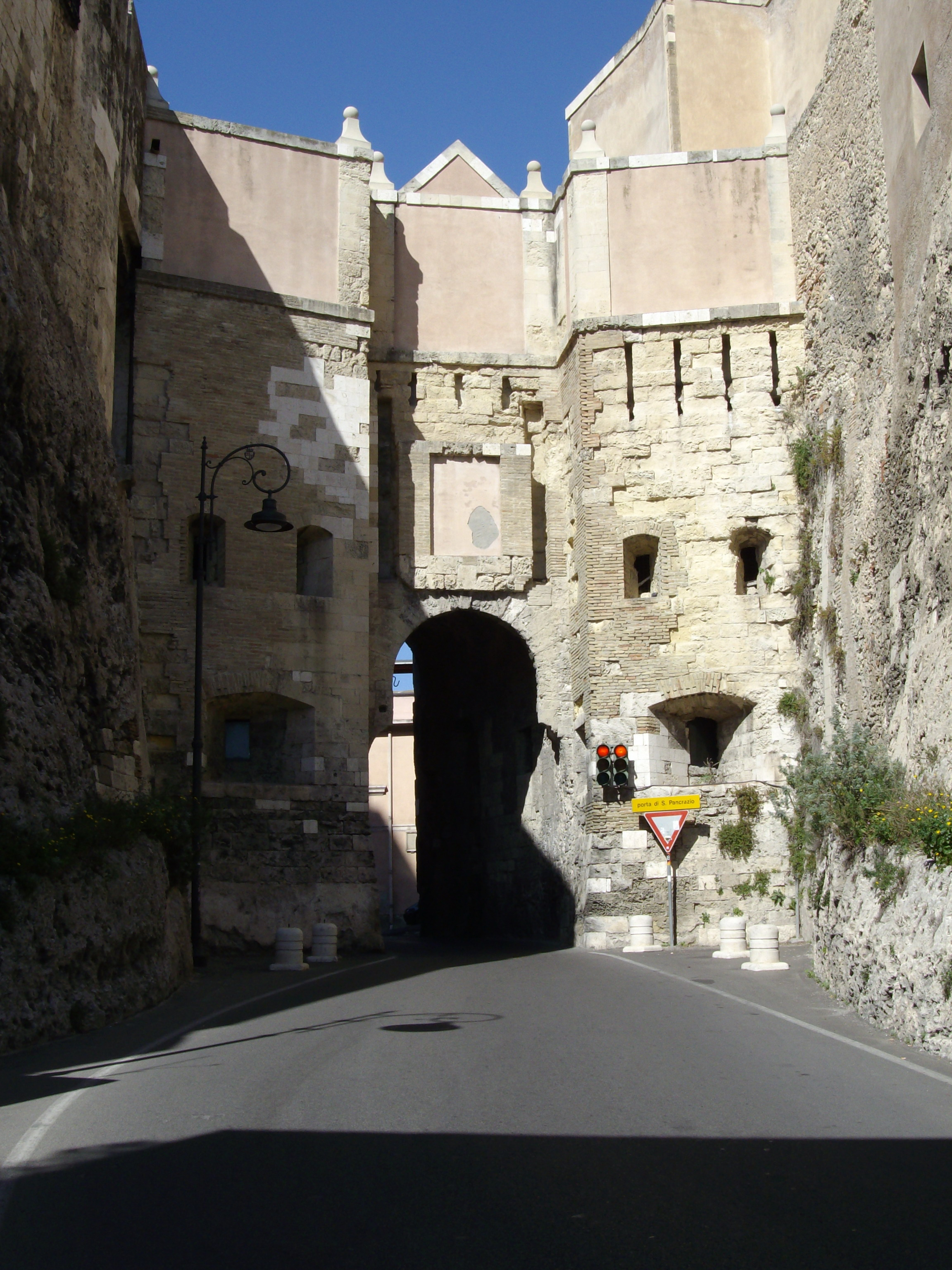
Porta San Pancrazio, sotto l'omonima torre

La torre venne costruita nel 1305, sotto richiesta da parte dei Pisani, dall'architetto sardo Giovanni Capula, che progettò anche la torre dell'Elefante, edificata due anni dopo. Capula progettò anche una terza torre, la torre del Leone, da poco rinominata torre dell'Aquila, ed incorporata nel palazzo Boyl poiché venne in parte distrutta nel 1708 dai bombardamenti inglesi, nel 1717 dalle cannonate spagnole e infine nel 1793 dall'attacco da parte dei francesi durante il quale perse la sua parte superiore.
Successivamente venne chiuso il lato della torre che da verso Castello per abitazioni di funzionari e magazzini. In epoca aragonese l'edificio venne utilizzato anche come carcere. Nel 1906, ad opera dell'ingegnere Dionigi Scano, vi fu un restauro mirato a riportare la torre all'aspetto originario, soprattutto attraverso la liberazione del lato murato nel periodo aragonese.
La torre serviva come baluardo difensivo per i numerosi attacchi genovesi e moreschi. Oltre a servire come difesa era ed è ancora, insieme alla torre dell'Elefante, la porta principale per entrare a Castello. Nel 2013 il complesso di San Pancrazio è stato al centro di un progetto di riallestimento volto alla razionalizzazione dei suoi spazi museali. Alcuni di questi interventi sono stati realizzati anche grazie ai fondi del Gioco del Lotto, in base a quanto stabilito dalla legge 662/96.

## Aspetto
Come la gemella torre dell'Elefante, è fatta in Pietra Forte, un calcare bianco estratto dal colle di Bonaria. Nei tre lati chiusi, che son spessi ben 3 metri, presenta varie feritoie molto sottili. Il quarto lato, come la maggior parte delle torri pisane, si rivolge verso l'interno del Castello, e mostra i ballatoi situati sui quattro piani della torre.